# Boris Kovaříček
Boris Kovaříček (21. května 1927, Praha – 24. května 1949, Věznice Pankrác, Praha) se stal po skončení druhé světové války studentem Právnické fakulty Univerzity Karlovy v Praze. Jako vedoucí člen ilegální studentské protikomunistické odbojové skupiny Šeřík a fiktivní protikomunistické odbojové skupiny Pravda zvítězí byl v prosinci 1948 zatčen a na základě vynuceného doznání ve vykonstruovaném procesu odsouzen k trestu smrti a ve svých 22 letech popraven.

## Život

### Studia
Boris Kovaříček se narodil 21. května 1927 v Zlíně. V roce 1946 složil maturitní zkoušku na Masarykově státním reálném gymnáziu v pražské Křemencově ulici. Po maturitě se stal posluchačem Právnické fakulty Univerzity Karlovy v Praze.

### Protikomunistický odboj
Krátce po únoru 1948 se Boris Kovaříček stal vedoucím členem ilegální studentské odbojové protikomunistické skupiny Šeřík, která vznikla na Právnické fakultě Univerzity Karlovy v Praze.
Do činnosti protikomunistické studentské skupiny Šeřík se aktivně zapojila i studentka Vladimíra Hlinovská (rozená Jílková; * 1. října 1928). Na činnost v Šeříku vzpomínala s odstupem po letech takto:
Trvalo to asi půl roku nebo rok, než na nás přišli. Měli jsme za úkol třeba sledovat různé osoby nebo příjezdy a odjezdy vlaků na smíchovském nádraží a podávat o tom zprávy. Dneska mi to přijde jako hloupost, vždyť tam byl jízdní řád. Taky jsme se scházeli a mluvili proti režimu. Znala jsem z té skupiny dva lidi, víc ne. Myslím, že to bylo od začátku vyprovokované režimem, aby vyřadili protikomunisticky smýšlející studenty z vysokých škol.
Vladimíra Hlinovská, O ilegální organizaci Šeřík, 
Karel Bacílek starší, hostinský v restauraci U zlaté Prahy na Žižkově a otec Karla Bacílka mladšího, se s podplukovníkem ve výslužbě Josefem Hruškou (1883–1949) setkal v dubnu 1948 v pražské restauraci Václava Tichého v Benediktské ulici. Hruška se Bacílkovi staršímu jevil jako osoba odhodlaná ilegálně pracovat proti komunistickému totalitnímu režimu a následně Bacílek Hrušku pozval k sobě domů, kde se s Hruškou seznámil i Bacílkův syn.
Žádný z Karlů Bacílků ale netušil, že Hruška není protikomunistický odbojář, ale že je ve skutečnosti agentem Vojenského obranného zpravodajství (OBZ), jehož řídícím orgánem byl plukovník Richard Mysík z obávaného Reicinova 5. oddělení hlavního štábu. (OBZ podléhalo prostřednictvím KSČ sovětské tajné službě NKVD.) Podplukovník Josef Hruška měl sehrát roli volavky tak, že nejprve vyprovokuje opoziční protikomunistické elementy k fiktivní akci na jejímž podkladě je bude možné pozatýkat, obvinit, usvědčit a nakonec zlikvidovat. Hruška přesvědčil oba Bacílky, aby ve svém okolí kontaktovali obdobně protikomunisticky smýšlející osoby (nebo již fungující ilegální podvratné skupiny) za účelem shromažďování „zpravodajsky cenných“ informací. Tak se také Karel Bacílek mladší seznámil se svým spolužákem – studentem práv Borisem Kovaříčkem. Ten v té tobě již vedl skutečnou ilegální studentskou protikomunisticky zaměřenou skupinu Šeřík. Důvěřivý Kovaříček připojil svoji skupinu (aby znásobil síly protikomunistického odboje) k nově se rodící Hruškově „rozvětvené odbojové skupině“, která se jmenovala Pravda zvítězí (PZ).
Postupem doby se podplukovník Josef Hruška (s plným vědomím svých nadřízených) ocitl v čele rozvětvené volavčí odbojové protikomunistické organizace Pravda zvítězí (PZ), jejímž cílem měl být ozbrojený puč v únoru 1949. Jen neuvážené mládí mohlo být omluvou, že idealističtí mladíci neprohlédli včas nereálnost celé připravované akce. Hruška se pasoval do role „vojenského odborníka“, sliboval zajištění zbraní z vlastních zdrojů a ostatní členy ilegální struktury od nelegálního opatřování zbraní odrazoval.
Během této několik měsíců trvající „zpravodajské provokační (kamuflážní) hry“ se do odbojové činnosti postupně zapojovaly nejen další osoby, ale i celé další skupiny. Jednu z nich řídil agent StB Václav Chalupa, pod krycím označením „major Král“.
I Když v ilegální volavčí síti uvízlo dostatečné množství „ryb“, OBZ čekalo na „velkou rybu“. Tou se stal generál ve výslužbě Karel Kutlvašr, který se dostavil na jednu konspirační schůzku s Josefem Hruškou do bytu jednoho ze členů skupiny. (Kutlvašr byl odeslán v červnu 1948 do výslužby.) Ačkoliv generál Kutlvašr na schůzce nic nepřislíbil, byla to ona „velká ryba“ a dobrá záminka, jak si s bývalým vojenským velitelem Pražského povstání a nenáviděným důstojníkem konečně a definitivně „vyřídit staré účty“.

### Zátah volavčí sítě
Konec prosince roku 1948 znamenal pro protikomunistické odbojáře uvízlé v Hruškově volavčí síti procitnutí ve formě rozsáhlého zatýkání, které zahrnulo asi dvě stě lidí, mezi nimiž byl i generál Karel Kutlvašr. Karel Bacílek mladší byl zatčen pracovníky StB 17. prosince 1948 ve 22.15. Boris Kovaříček byl zatčen rovněž v prosinci 1948. Během následných zostřených (brutálních) výslechů byl přinucen doznat účast na protistátní činnosti.
Zatčené osoby (vytěžené ze zátahu v Hruškově volavčí síti) byly rozděleny do několika menších skupin, ale soudu bylo předáno jen několik z nich. Osoby v těchto skupinách byly žalovány a souzeny samostatně a hlavou jedné takovéto buňky se stal i Karel Bacílek starší. Karel Bacílek starší byl souzen jako údajný vedoucí jedné skupiny; v červnu 1949 byl odsouzen na 25 let odnětí svobody.
Karel Kutlvašr byl zatčen 18. prosince 1948 a ve stejný den byl zatčen i provokatér Josef Hruška. A tak zatímco Hruška doufal v tučnou odměnu, netušil, že pro OBZ se mezitím stal osobou nepohodlnou (mohl při soudním procesu prozradit pozadí celé volavčí akce). Marně se při výsleších a mučení ve vojenské věznici na Hradčanech (v tzv. „Domečku“) zaštiťoval jménem svého řídícího důstojníka plukovníka Richarda Mysíka. (Mysík doufal, že Hruška hradčanské výslechy nakonec nepřežije, ale opak byl pravdou.) Provokatér Josef Hruška pod nátlakem musel podepsat doznání, že s OBZ hrál dvojí hru a že OBZ ve finále „zradil“.

### Štáb ilegální organizace
Jednou z takovýchto skupin osob byla i ta, kam vyšetřovatelé zařadili Karla Bacílka mladšího, Borise Kovaříčka a podplukovníka Josefa Hrušku (toho se vyšetřovatelé a jeho nadřízení nakonec rozhodli v soudní mašinérii také „semlít“). Jednalo se o skupinu 13 osob a tato skupina byla označována za tzv. štáb ilegální odbojové organizace Pravda zvítězí.  Do čela této vykonstruované protistátní skupiny byl vyšetřovateli dosazen generál Karel Kutlvašr. Skupina souzených a obžalovaných obsahovala pět studentů (Karel Bacílek mladší, Ladislav Strejc, Jan Morava, Boris Kovaříček, Miroslav Gregar); čtyři vojáky ve výslužbě (generál Karel Kutlvašr, podplukovník Josef Hruška, štábní kapitán ve výslužbě Ervín Novotný, podplukovník ve výslužbě Jaroslav Nedbálek) jednoho učitele základní odborné školy (Josef Slanina); dále pak pekařského mistra (Zdeněk Loch), ženu v domácnosti organizující přechody do zahraničí (Josefa Straširybková) a nakonec slovenského úředníka (Josef Demeter).

### Hlavní líčení
Ve dnech 12. až 16. května 1949 proběhlo hlavní líčení této 13členné „odbojové skupiny“ před senátem Státního soudu v Praze na Pankráci. Líčení předsedal plukovník justiční služby Dr. Jan Metlička; prokurátorem byl generál justiční služby Jan Vaněk. Souzená „třináctka“ byla obviněna ze zločinu velezrady (§ 1 zákona číslo 231/1948 Sbírky) a 4 z nich navíc i z vyzvědačství (§ 5 zákona číslo 231/1948 Sbírky). Celé líčení bylo s vyloučením veřejnosti (příbuzní a přátelé se mohli zúčastnit jen závěrečného vynesení rozsudku). Rozsudky byly rychlé a kruté. Karel Bacílek mladší byl odsouzen za velezradu a vyzvědačství k trestu smrti, ke ztrátě čestných práv občanských a ke konfiskaci celého jmění. Stejně dopadl i student Boris Kovaříček a agent provokatér Josef Hruška; generál Karel Kutlvašr byl odsouzen na doživotí.

### Poprava

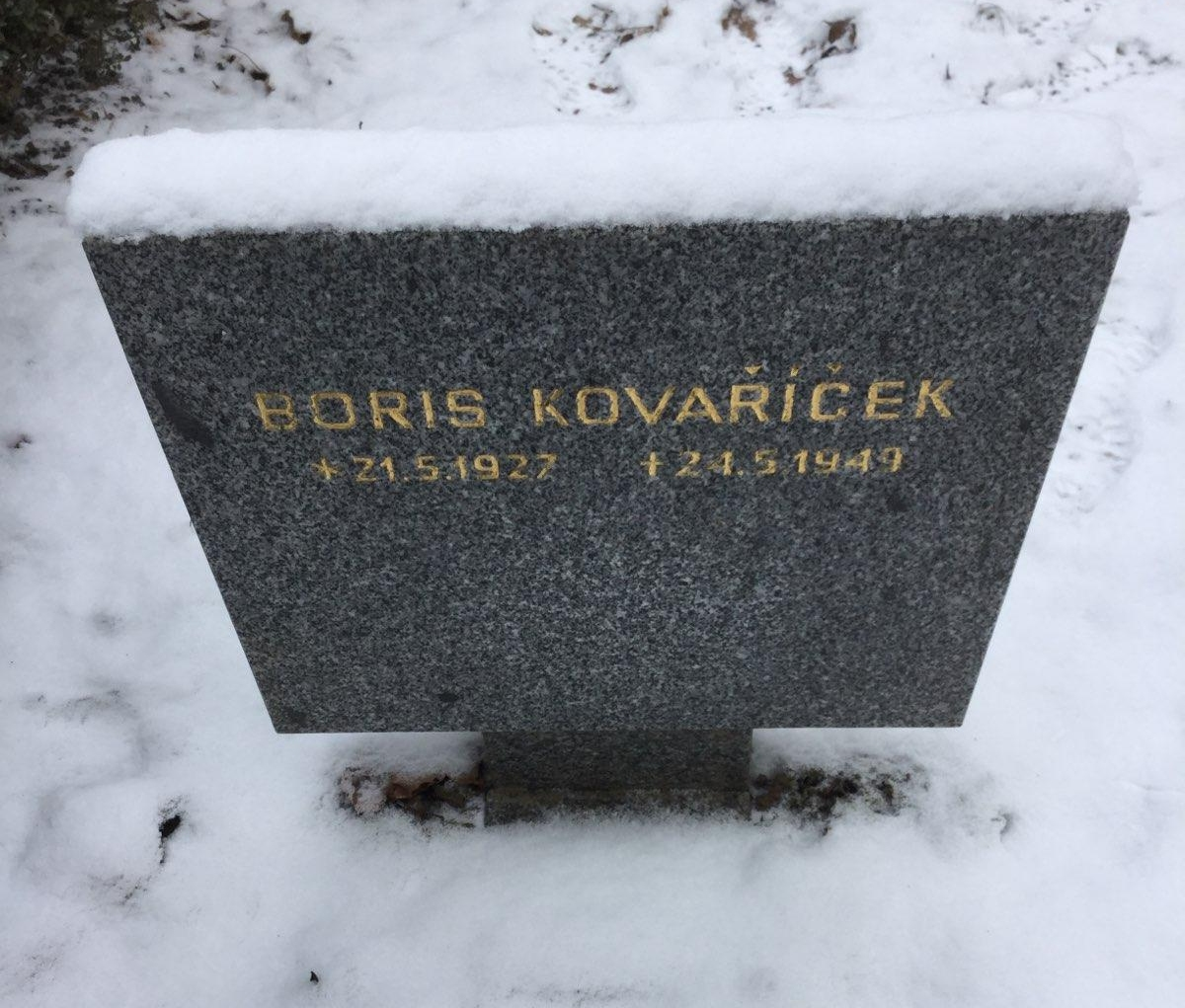
Symbolický hrob na Ďáblickém hřbitově v Praze

Odvolání odsouzených zamítl v jejich nepřítomnosti Nejvyšší soud v Brně dne 23. května 1949. Žádosti o milost (jako poslední možnou naději) prezident Klement Gottwald (obdobně jako v případě mnoha následujících justičních vražd) neakceptoval. Boris Kovaříček spolu s ostatními (Karel Bacílek mladší, Josef Hruška) byl popraven na dvoře pankrácké věznice 24. května 1949 v 5.00 ráno.
Boris Kovaříček se během celého procesu i těsně před vykonáním trestu smrti choval statečně.
Byl o trochu starší než já, úžasný člověk. Do poslední chvíle jim vzdoroval, při vyšetřování ho mlátili, ale stejně nic nepřiznal. Popravili ho, když už jsem byla ve vězení, viděla jsem popravu v televizi.
Vladimíra Hlinovská, O Borisu Kovaříčkovi, 
Když jej 24. května 1949 v 5.00 ráno vedli k šibenici, byl exekuci přítomen předseda senátu plukovník justiční služby Dr. Jan Metlička. Boris Kovaříček se k němu obrátil se slovy: „Nezdá se vám, pane předsedo, že konáte něco nespravedlivého?“
Po popravě bylo jeho tělo předáno do Ústavu pro soudní lékařství Karlovy univerzity v Praze. Jeho ostatky byly pohřbeny do šachtového hrobu na pražském Ďáblickém hřbitově v místech, kde se dnes (rok 2022) nachází Památník obětem komunistického režimu, který je součástí Čestného pohřebiště popravených a umučených obětí komunismu v 50. letech 20. století (zřízen v 90. letech 20. století).

## Připomínky

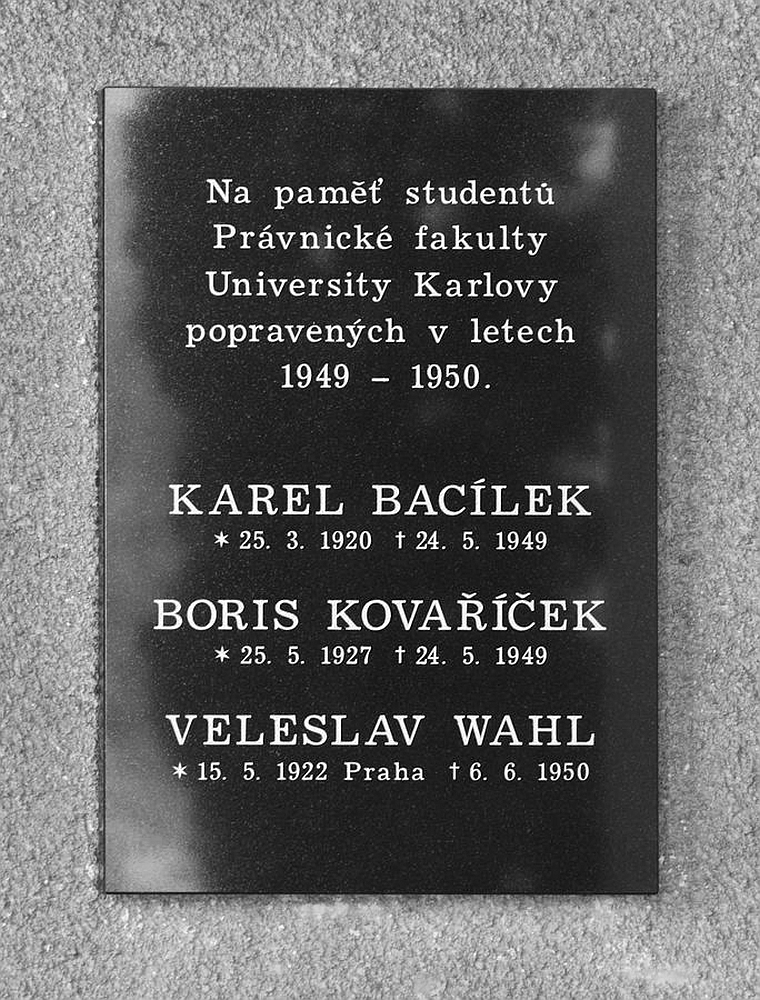
Pamětní deska na budově Právnické fakulty UK v Praze

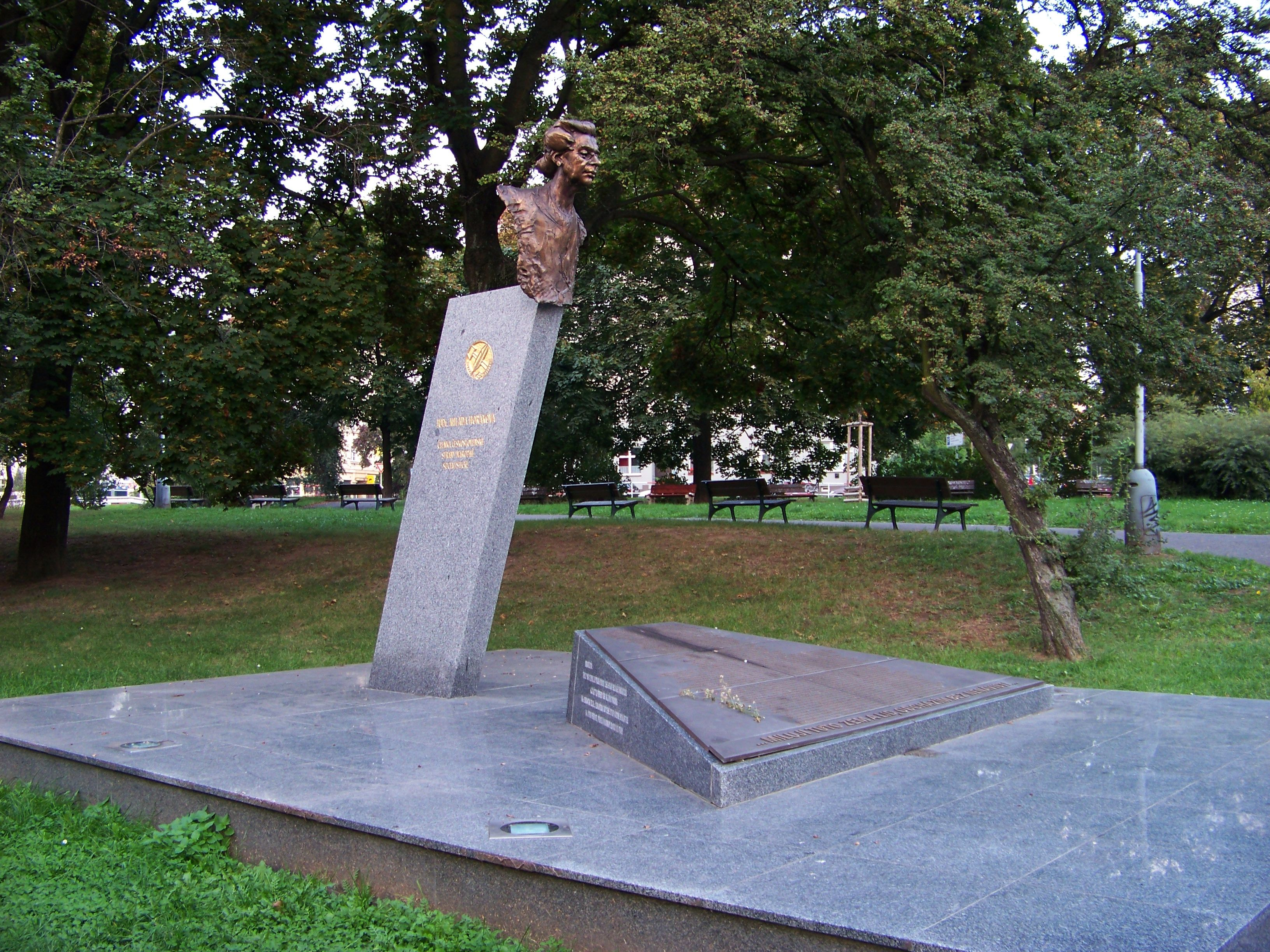
Celkový pohled na památník obětem komunistického režimu na náměstí Hrdinů v Praze

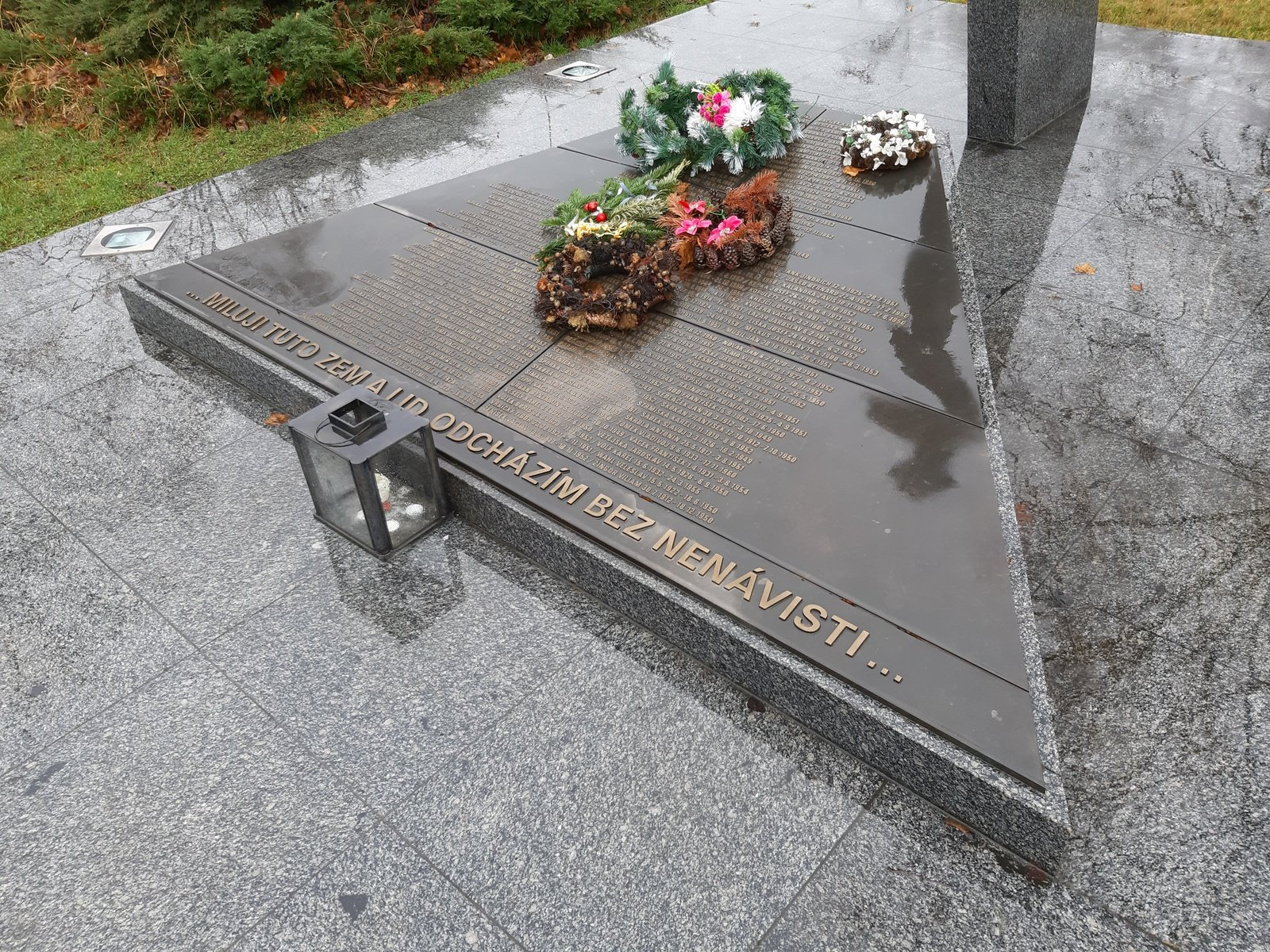
Soupis jmen 234 obětí komunismu na památníku na náměstí Hrdinů v Praze

- 1968: Na základě Zákona číslo 82/1968 Sbírky („O soudní rehabilitaci“)[12] byli v době Pražského jara 1968 in memoriam soudně rehabilitováni jak Karel Bacílek mladší, tak i Boris Kovaříček.[4][6]

- 1991: Ve Velké aule Karolina měl být 3. července 1991 slavnostně předán rehabilitační akademický titul „Doktor“. Diplom podepsaný děkanem Právnické fakulty doc. JUDr. Valentinem Urfusem a místopředsedou rehabilitační komise doc. JUDr. Vojtěchem Štíchou, CSc. ale nebylo komu předat, neboť se (až do roku 1999) nedostavil žádný blízký příbuzný.[4]

- 1995: Před aulou vpravo v přízemí Právnické fakulty UK v Praze (na adrese: náměstí Curieových 901/7, 110 00 Praha 1 – Staré Město; GPS souřadnice: 50°5'30.220"N, 14°25'3.570"E) byla v roce 1995 slavnostně odhalena (spolkem českých právníků Všehrd) pamětní deska věnovaná památce právníků a studentů práv, kteří trpěli a umírali v dobách nesvobody při zápasu o prosazování práva a spravedlnosti.[13] Na desce je nápis:[13]

NA PAMÁTKU PRÁVNÍKŮ / A STUDENTŮ PRÁV, / KTEŘÍ TRPĚLI / A UMÍRALI V DOBÁCH / ZÁPASU O PRÁVO / A SPRAVEDLNOST. / VĚNUJE VŠEHRD / 8. KVĚTNA 1995 //
Text na pamětní desce (budova Právnické fakulty UK v Praze), 
- 1999: Poslanec Mgr. Marek Benda podal návrh, aby ke dni 28. října 1999 bylo uděleno státní vyznamenání (Řád Bílého lva III. třídy) Karlu Bacílkovi mladšímu a Borisi Kovaříčkovi.[4] Návrh nedošel naplnění.[4]

- 2002: Na návrh poslance Mgr. Marka Bendy udělil prezident republiky v roce 2002 Borisi Kovaříčkovi Medaili za hrdinství.[6]

- 2009: Dne 7. dubna 2009 byly uděleny zlaté pamětní medaile Univerzity Karlovy „za statečnost a věrnost spravedlnosti a demokracii“ in memoriam těmto studentům Právnické fakulty Univerzity Karlovy: Karlu Bacílovi mladšímu; Borisi Kovaříčkovi a Veleslavu Wahlovi.[4] Tito studenti byli za druhé světové válka aktivní v protiněmeckém odboji. Po únoru 1948 se stali studentskými oběťmi komunistických monstrprocesů.[4]

- 2009: V roce 2009 byla vnější fasádě v podloubí vlevo od vchodu do budovy Právnické fakulty UK v Praze (na adrese: náměstí Curieových 901/7, 110 00 Praha 1 – Staré Město; GPS souřadnice: 50°5'30.220"N, 14°25'3.570"E) slavnostně odhalena pamětní deska věnovaná trojici studentů, mezi nimiž je Boris Kovaříček.[13] Na desce je nápis:[13]

NA PAMĚŤ STUDENTŮ / PRÁVNICKÉ FAKULTY / UNIVERSITY KARLOVY / POPRAVENÝCH V LETECH / 1949–1950. / KAREL BACÍLEK / * 25. 3. 1920 † 24. 5. 1949 / BORIS KOVAŘÍČEK / * 25. 5. 1927 † 24. 5. 1949 / VELESLAV WAHL / * 15. 5. 1922 † 6. 6. 1950 //
Text na pamětní desce (na budově Právnické fakulty UK v Praze), 
- 2009: Dne 28. října 2009 byla v Praze 4 na náměstí Hrdinů u stanice metra Pražského povstání (před vrchním soudem a Vrchním stát. zastupitelstvím v Praze)[14] odhalena busta Milady Horákové na památníku obětem komunistického režimu. Pomník připomíná nejen Miladu Horákovu ale i dalšich 234 obětí komunismu. Autory žulového pomníku a bronzové busty jsou architekt Jiří Lasovský a akademický sochař Milan Knobloch. Dalšími realizátory díla byli: akademický sochař Jan Bartoš; akademický sochař Ctibor Havelka a Ing. architekt Jiří Kantůrek.[15] Pomník vznikl za výrazné podpory České strany sociálně demokratické. Mezi jmény obětí komunismu jsou uvedena i následující: BACÍLEK KAREL 25.3.1920 - 24.5.1949 a KOVAŘÍČEK BORIS 21.5.1927 - 24.5.1949.[15]